# Chaqa Sorahi
Chaqa Sorahi (persiska: چُقا صَراحی, چِقا سَرائيل, چُغا سَرائيل, چُغا سِرَ, چِقا صَراحی, Choqā Şarāḩī, چقا صراحی) är en ort i Iran.   Den ligger i provinsen Hamadan, i den nordvästra delen av landet, 300 km sydväst om huvudstaden Teheran. Chaqa Sorahi ligger 1 471 meter över havet och antalet invånare är 236.
Terrängen runt Chaqa Sorahi är kuperad åt sydväst, men åt nordost är den platt.Runt Chaqa Sorahi är det ganska tätbefolkat, med 93 invånare per kvadratkilometer. Närmaste större samhälle är Kahrīz-e Salīm, 10,5 km öster om Chaqa Sorahi. Trakten runt Chaqa Sorahi består i huvudsak av gräsmarker.